# بناء الاحتواء النووي

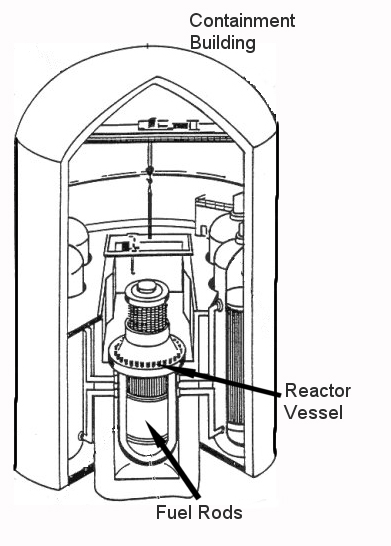
رسم مبنى الاحتواء

بناء الاحتواء النووي إن مبنى الاحتواء في أكثر استخداماته هو عبارة عن هيكل من الصلب المقوى أو هيكل رصاص يحتوي على مفاعل نووي. وهي مصممة في أي حالة طوارئ لاحتواء هروب البخار المشع أو الغاز إلى أقصى ضغط في المدى من 275 إلى 550 كيلو باسكال (40 إلى 80 رطل / بوصة 2). والاحتواء هو الحاجز الرابع والأخير للإطلاق الإشعاعي (جزء من إستراتيجية الدفاع عن المفاعل النووي في العمق) الأول هو خزف الوقود نفسه والثاني هو أنابيب تكسية الوقود المعدنية والثالث هو وعاء المفاعل ونظام التبريد.

## نبذة
تم تصميم كل محطة نووية في الولايات المتحدة لتتحمل شروطًا معينة تم توضيحها على أنها «حوادث أساس التصميم» في تقرير تحليل السلامة النهائي متاح للعرض العام عادة في مكتبة عامة بالقرب من المحطة النووية.
عادة ما يكون بناء الاحتواء نفسه عبارة عن هيكل صلب محكم يحتوي على مفاعل مغلق عادةً من الغلاف الجوي الخارجي. والصلب إما قائم بذاته أو مرتبط بدرع الصاروخ. في الولايات المتحدة يخضع التصميم وسماكة الاحتواء ودرع الصواريخ للقوانين ويجب أن تكون قوية بما يكفي لتتحمل تأثير طائرة ركاب محملة بالكامل.

## متطلبات التصميم والاختبار

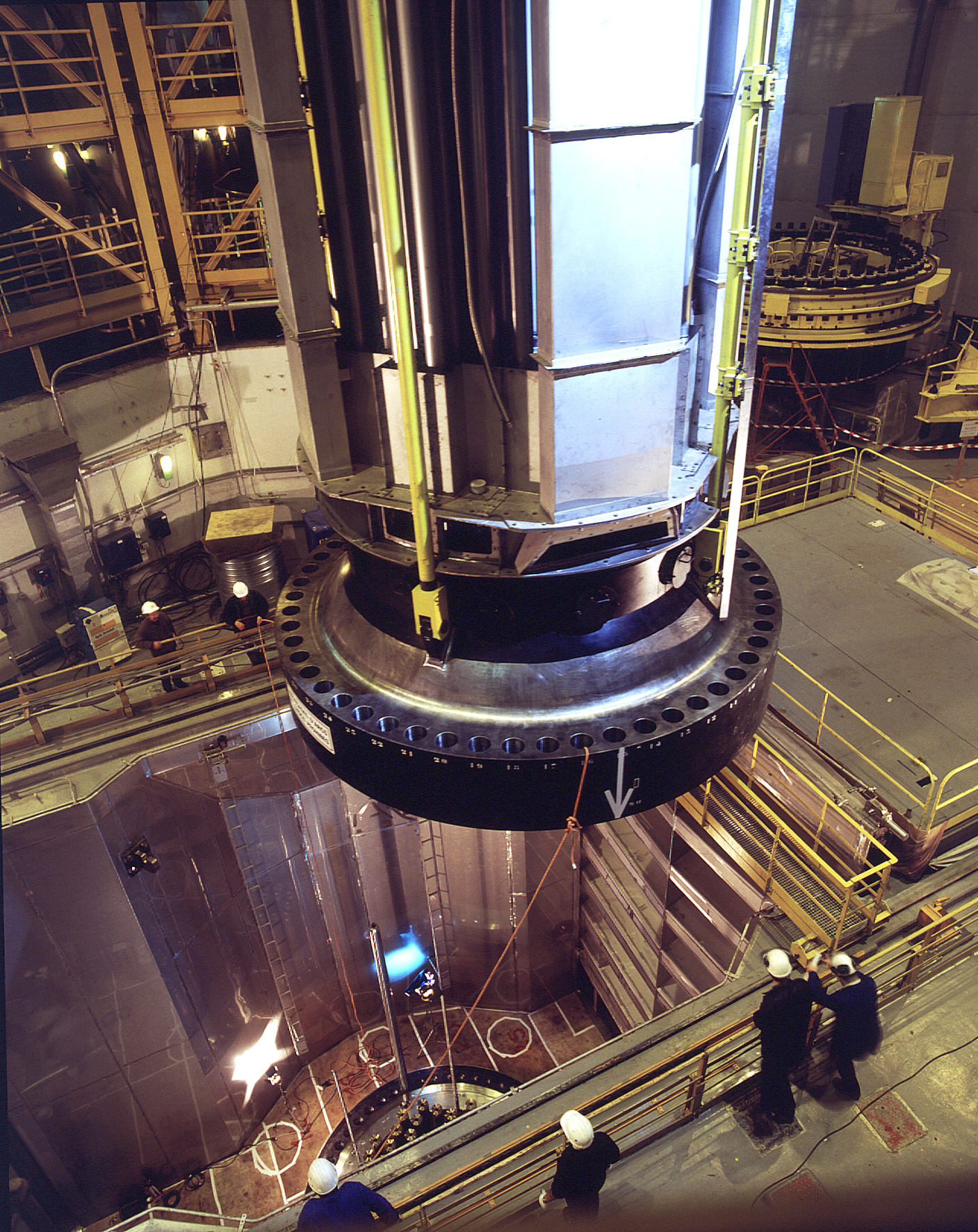
صورة لمنطقة الاحتواء داخل الاحتواء.

في الولايات المتحدة، ينص البند 10 من قانون اللوائح الفيدرالية الجزء 50 معايير التصميم العامة (GDC 54-57) أو بعض أسس التصميم الأخرى على معايير التصميم الأساسية لعزل الخطوط التي تخترق جدار الاحتواء. يحتوي كل أنبوب كبير يخترق الاحتواء، مثل خطوط البخار في حالة حدوث تسرب في أنابيب الضغط العالي التي تحمل مبرد المفاعل فإن هذه الصمامات تقترب بسرعة لمنع النشاط الإشعاعي من الإفلات من الاحتواء. عادةً ما يتم إغلاق الصمامات الموجودة على خطوط للأنظمة الاحتياطية التي تخترق الاحتواء. قد يتم إغلاق صمامات عزل الاحتواء أيضًا على مجموعة متنوعة من الإشارات الأخرى مثل الضغط العالي الاحتواء الذي يحدث أثناء انقطاع خط الطاقة العالي (على سبيل المثال، خطوط البخار أو خطوط التغذية الرئيسية). يعمل مبنى الاحتواء على احتواء البخار / الضغط الناتج، ولكن لا توجد عادة أي عواقب إشعاعية في مفاعل ماء مضغوط.

## أنواع
تتميز أنظمة الاحتواء لمفاعلات الطاقة النووية بالحجم والشكل والمواد المستخدمة وأنظمة الإخماد. يُحدد نوع الاحتواء المستخدم حسب نوع المفاعل، ومقدار التوليد للمفاعل، واحتياجات المحطة المحددة.
أنظمة الإخماد لها أهمية حاسمة لتحليل السلامة وتؤثر بصورة كبيرة على حجم الاحتواء. يشير مصطلح الإخماد إلى تكثيف البخار بعد أن ينبعث بسبب عطل كبير في نظام التبريد. نظرًا لأن حرارة الاضمحلال لا تختفي سريعًا، يجب أن تكون هناك طريقة طويلة الأمد للإخماد، ولكن هذه الطريقة قد تكون ببساطة تبادل الحرارة مع الهواء المحيط بسطح الاحتواء. هناك العديد من التصميمات الشائعة، ولكن لأغراض تحليل الأمان، تُصنف الحاويات على أنها إما «جافة كبيرة» أو «ضغطها دون الضغط الجوي» أو «مكثف جليدي».

### مفاعلات الماء المضغوط
بالنسبة لمفاعل الماء المضغوط، بتضمن الاحتواء أيضًا مولدات البخار والضاغط، ويشمل مبنى المفاعل بأكمله. عادة ما يكون الدرع الصاروخي حوله عبارة عن مبنى أسطواني أو مقبب طويل. عادةً ما تكون حاويات بّي دبليو آر كبيرة (حتى 7 مرات أكبر من بي دبليو آر) لأن إستراتيجية الاحتواء خلال حادث محتاط له في التصميم يستلزم توفير حجم مناسب لخليط البخار / الهواء الناتج عن حادث فقدان المبرد لكي يتوسع فيه، ما يحد من الضغط النهائي (القوة الدافعة للتسرب) الذي يتشكل داخل مبنى الاحتواء.
كانت التصميمات المبكرة للشركات بما في ذلك سيمنز وويستينغهاوس وكومبسشن إنجينيرينغ لأبنية الاحتواء لها شكل في الغالب يشبه العلب، ومصنوعة من الخرسانة المسلحة. نظرًا لأن الخرسانة لها قوة ضغط جيدة جدًا مقارنة بالشد، واستخدامها كمواد بناء يعتبر تصميم منطقي إذ أن الجزء العلوي الثقيل للغاية من الاحتواء يمارس قوة نزولية كبيرة تمنع قسم من إجهاد الشد إذا ارتفع ضغط الاحتواء فجأة. مع تطور تصميمات المفاعلات، أُنشئ أيضًا العديد من تصميمات الاحتواء الكروية تقريبًا لمفاعلات بّي دبليو آر. اعتمادًا على المواد المستخدمة، فإن هذا هو التصميم الأكثر منطقية لأن الكرة هي أفضل هيكل لاحتواء ضغط كبير ببساطة. تتضمن معظم تصاميم بّي دبليو آر الحالية مزيجًا من الاثنين، مع جزء سفلي أسطواني وأعلى نصف كروي.
تقع بركة الوقود المستهلك خارج مبنى الاحتواء في معظم تصاميم بّي دبليو آر باستثناء الألمانية.
تحولت التصاميم الحديثة أيضًا نحو استخدام هياكل احتواء من الفولاذ. في بعض الحالات، يُستخدم الفولاذ لبطانة الخرسانة الداخلية، ما يساهم في استمداد الهيكل القوة من كلا المادتين من أجل تحمل حالة افتراضية يصبح فيها الضغط داخل الاحتواء كبير. ومع ذلك، فإن التصميمات الحديثة الأخرى تتطلب استخدام الفولاذ والخرسانة في بناء الاحتواء، والذي يُستخدم منذ عقود طويلة في تصميمات بّي دبليو آر الألمانية الحالية، ويُخطط استخدام كليهما في إيه بّي 1000 والمفاعل النووي الأوروبي المضغوط، وتؤمن الخرسانة الخارجية حماية من الصواريخ والهيكل الفولاذي الداخلي يؤمن القدرة على احتواء الضغط. خطط في مفاعل إيه بّي 1000 استخدام فتحات التهوية في أسفل الهيكل الخرساني المحيط بالهيكل الفولاذي تحت منطق أنها ستساعد في تحريك الهواء فوق الهيكل الفولاذي وفي تبريد بناء الاحتواء في حالة وقوع حادث كبير (بطريقة مشابهة لكيفية عمل برج التبريد).
تصميم مفاعل ڤي ڤي إي آر- 1000 الروسي على الأغلب هو نفس تصميم مفاعلات بّي دبليو آر الحديثة الأخرى فيما يتعلق بالاحتواء، بما أنه هو مفاعل ماء مضغوط أيضًا. ومع ذلك، فإن المفاعلات من نوع ڤي ڤي إي آر -440 تحتوي على احتواء أكثر ضعفًا بصورة ملحوظة، في شكل يسمى بمكثف الفقاعة مع تصميم يتحمل ضغط منخفض نسبيًا.

### مفاعلات الماء الخفيف المهدآة بالغرافيت
بُنيت مفاعلات الماء الخفيف المهدآة بالغرافيت فقط في اتحاد الجمهوريات السوفيتية الاشتراكية. استخدمت تصميمات آر بي إم كي هياكل ثانوية تشبه الاحتواء، لكن اللوحة العلوية للمفاعل كانت جزءًا من الهيكل الوقائي. خلال حادث تشيرنوبل في عام 1986، عانت اللوحة من ضغط يتجاوز الحدود المتوقعة وارتفعت.

### مفاعلات الماء المغلي
في بي دبليو آر، تختلف إستراتيجية الاحتواء قليلًا. يتكون احتواء بي دبليو آر من الحوض الجاف (درايويل)، حيث يتواجد المفاعل ومعدات التبريد المرتبطة به، وحوض رطب (ويتويل). الحوض الجاف أصغر بكثير من مبنى الاحتواء في مفاعل بّي دبليو آر ويلعب دورًا أكبر. أثناء حادثة تسريب نظري محتاط لها في التصميم، يتبخر سائل تبريد المفاعل في الحوض الجاف، ما يجعل ضغطه مستقر بسرعة. تقوم مواسير أو أنابيب التهوية في الحوض الجاف بتوجيه البخار أسفل مستوى الماء المحتفظ به في الحوض الرطب (المعروف أيضًا باسم الحيد أو بركة الإخماد)، ما يكثف البخار، ويحد من الضغط النهائي. يُحاط كل من الحوضين الجاف والرطب بمبنى احتواء ثانوي، ويُحافظ عليه عند ضغط طفيف دون ضغط الغلاف الجوي أو عند ضغط سلبي أثناء التشغيل العادي وعمليات إعادة التزود بالوقود.

## معرض صور

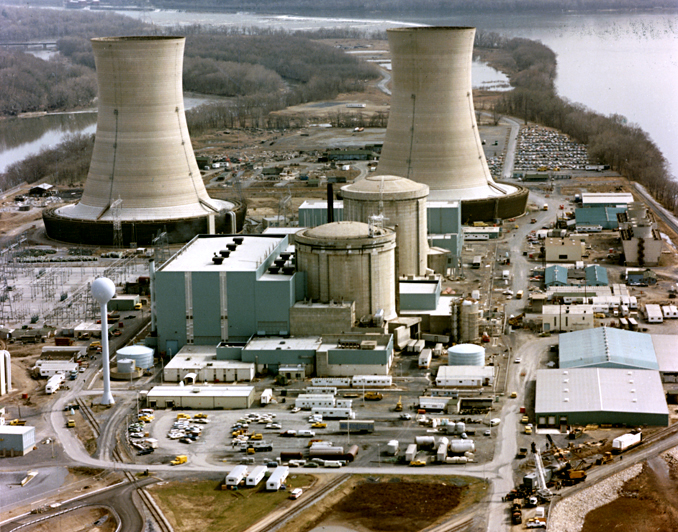
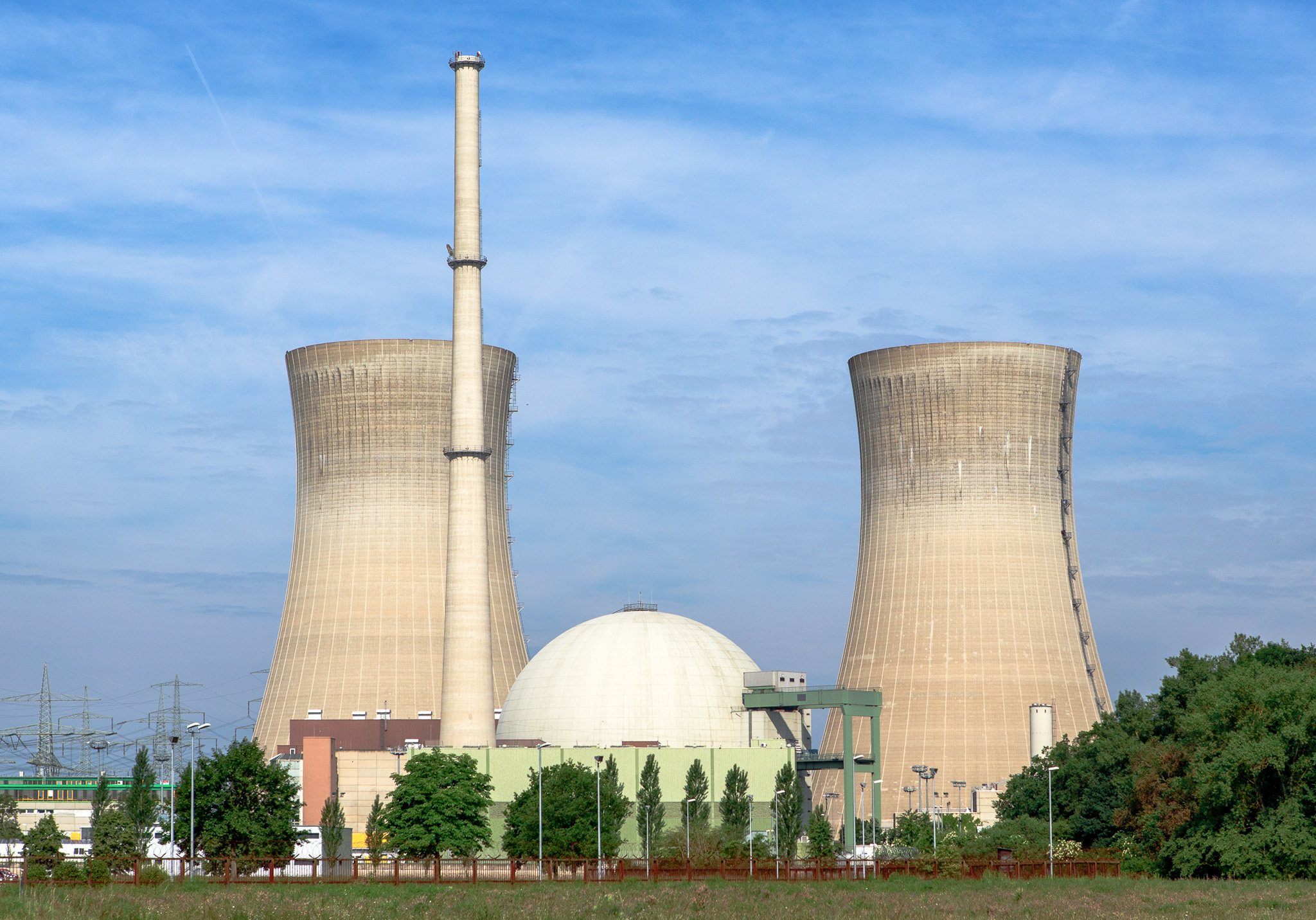
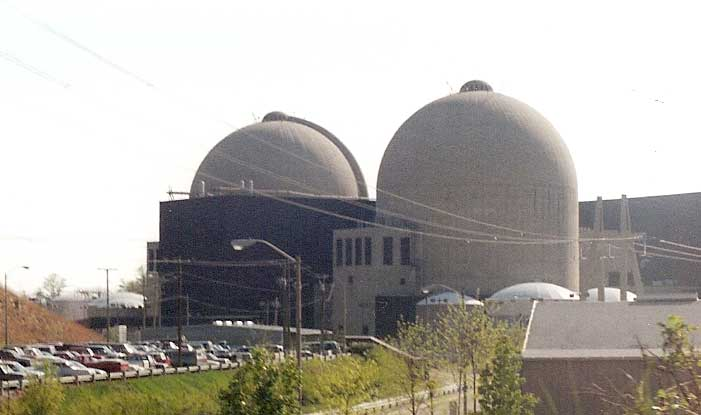
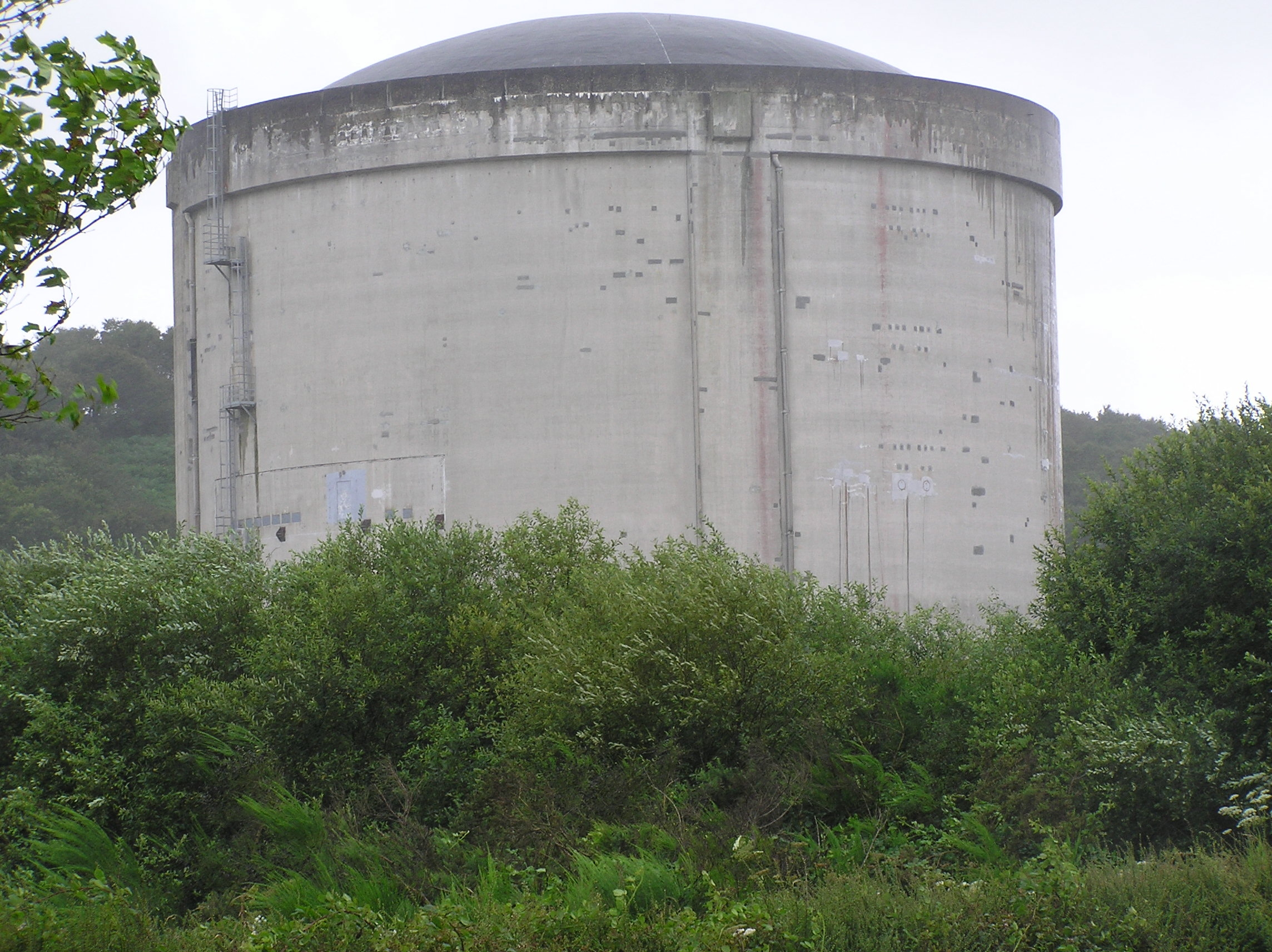